# Welykozk
Welykozk (ukrainisch Великоцьк; russisch Великоцк Welikozk) ist ein Dorf im Nordosten der ukrainischen Oblast Luhansk mit etwa 1500 Einwohnern (2001).

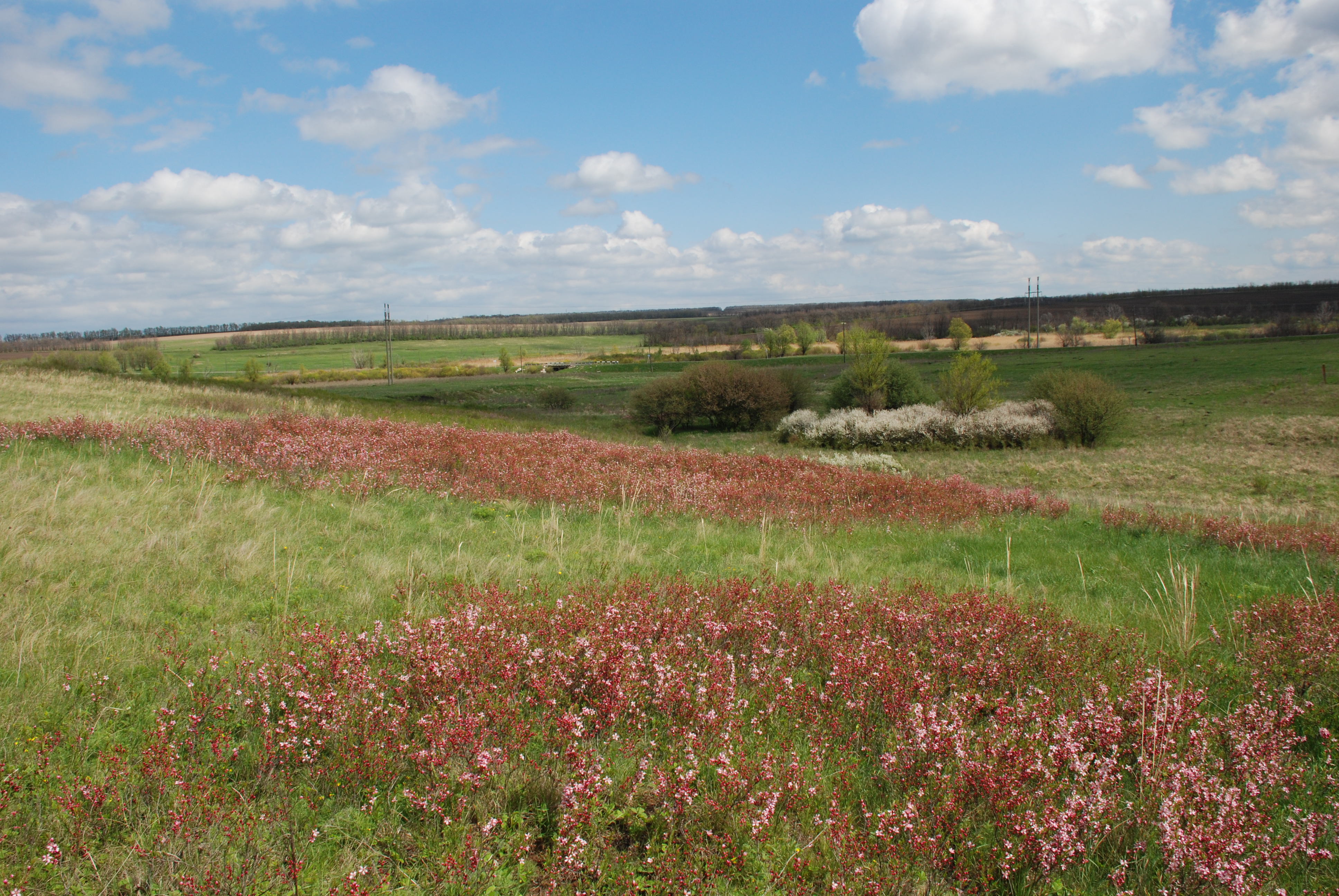
Geschütze Strilziwskyj-Steppe bei Welykozk

Das Anfang des 17. Jahrhunderts gegründete Dorf liegt nahe der russisch-ukrainischen Grenze und der Strelezker Steppe bzw. Strilziwskyj-Steppe (Стрільцівський степу) am Ufer der Milowa (Мілова), einem 28 km langen, linken Nebenfluss der 95 km langen Komyschna (Комишна). Dort kommt das Steppenmurmeltier vor.
Durch das Dorf verläuft die Regionalstraße P–07, über die das ehemalige Rajonzentrum Milowe nach 10 km in nordöstliche Richtung erreicht wird. Das, unter Kontrolle der international nicht anerkannten Volksrepublik Lugansk stehende, Oblastzentrum Luhansk liegt etwa 130 km südlich vom Dorf.
Am 12. Juni 2020 wurde das Dorf ein Teil der neugegründeten Siedlungsgemeinde Milowe, bis bildete es zusammen mit den Dörfern Jarske (Ярське), Jasnoprominske (Яснопромінське), Krynytschne (Криничне), Rannja Sorja und Schurawske (Журавське) die gleichnamige Landratsgemeinde Welykozk (Великоцька сільська рада/Welykozka silska rada) im Zentrum des Rajons Milowe.
Seit dem 17. Juli 2020 ist sie ein Teil des Rajons Starobilsk.